# Amaurobius mephisto
Amaurobius mephisto là một loài nhện trong họ Amaurobiidae.
Loài này thuộc chi Amaurobius. Amaurobius mephisto được Ralph Vary Chamberlin miêu tả năm 1947.